# Vidal Ramos (Santa Catarina)
Vidal Ramos is een gemeente in de Braziliaanse deelstaat Santa Catarina. De gemeente telt 6.112 inwoners (schatting 2009).

## Aangrenzende gemeenten
De gemeente grenst aan Botuverá, Imbuia, Ituporanga, Leoberto Leal en Presidente Nereu.

## Verkeer en vervoer
De plaats ligt aan de wegen BR-486/SC-110.